# Ambasciata di Svizzera in Argentina
L'Ambasciata di Svizzera in Argentina è la missione diplomatica della Confederazione Elvetica che cura i rapporti, anche per conto del Principato del Liechtenstein, con la Repubblica argentina.
La sede è a Buenos Aires, al 12º piano di Avenida Santa Fe 846.

## Altre sedi diplomatiche svizzere in Argentina
In Argentina sono presenti 5 consolati onorari svizzeri, tutti dipendenti dal Centro consolare regionale di Buenos Aires:
| Tipologia          | Sede            | Zona di competenza |
| ------------------ | --------------- | --- |
| Consolato onorario | Córdoba         | Provincia di Córdoba |
| Consolato onorario | Mendoza         | Province di Mendoza e San Juan |
| Consolato onorario | Ruiz de Montoya | Dipartimenti della Provincia di Misiones di: Libertador General San Martín, Cainguás, 25 de Mayo, San Ignacio, Oberá, Candelaria, Leandro N. Alem, San Javier, Apóstoles, Concepción de la Sierra e Capital. |
| Consolato onorario | Rosario         | Provincia di Santa Fe |
| Consolato onorario | Ushuaia         | Provincia di Terra del Fuoco, Antartide e Isole dell'Atlantico del Sud |